# سو تشان
سو تشان (بالإنجليزية: So Chan)‏المعروف أيضًا باسم (Beggar So)، هو ممارس فنون قتالية ولد في وقت متأخر من سلالة تشينغ . ويعد سو أحد نمور كانتون العشرة، اشتهر بأسلوب ملاكمة السكران .

## حياته
ولد تشان في نانهاى، فوشان، قوانغدونغ، أو هونان وفقًا لأحد المصادر  كان ماهرًا في الفنون القتالية الصينية مثل ملاكمة السكران واساليب الشاولين علمه راهب شاولين يدعى تشان فوك.
قام بإنشاء تقنية (الوعاء الذهبي) و (عيدان الحديد) والتي تنطوي على استخدام وعاء حديدي من جهة لإثارة الخصم وضرب نقاط الوخز بالإبر للخصم باستخدام عيدان الحديد من جهة أخرى. 
كان متجولًا وكسب لقمة عيشه من فنون الدفاع عن النفس والألعاب البهلوانية مع شقيقته الصغرى في شوارع جوانجدونج . كما قام بتدريس فنون الدفاع عن النفس في مركز التدريب المجتمعي في قوانغتشو وعرفوا لاحقًا بأنه أحد النمور العشرة في كانتون. 
كان من المفترض أن سو مات في عهد الإمبراطور غوانغشو في وقت مبكر. 